# Östlig arrernte
Östlig arrernte är ett australiskt språk som talades av 3 820 personer år 1996. Östlig arrernte talas i Nordterritoriet. Östlig arrernte tillhör de pama-nyunganska språken.

## Exempel fraser
| Östlig arrernte     | Engelska      | Svenska       |
| ------------------- | ------------- | ------------- |
| Werte               | Hey           | Hej           |
| Ye                  | Yes           | Ja            |
| Arrangkwe           | No            | Nej           |
| Kele                | Okay          | Okej          |
| Arreke aretyenhenge | See you later | Vi ses senare |